# Car Wash (Rose Royce)
Car Wash è un brano musicale del 1976 registrato da Rose Royce per la MCA Records, scritto e prodotto da Norman Whitfield per la colonna sonora del film Car Wash. La canzone è stata in seguito registrata nuovamente nel 2004 da Christina Aguilera e Missy Elliott, per la colonna sonora del film Shark Tale.
Nella nuova versione il brano, originariamente di spiccato genere disco, viene riarrangiato in una nuova versione R&B, con dei nuovi versi rap registrata da Missy Elliott. Nel video le due cantanti sono riprodotte come due pesciolini in computer grafica, nello stile dei personaggi del film Shark Tale.
Mentre negli Stati Uniti, il singolo non sia riuscito ad entrare nella top 40 della Billboard Hot 100, nel Regno Unito il brano è stato un successo, vendendo oltre 100 000 copie del singolo e diventando il quarantottesimo disco più venduto dell'anno.

## Tracce
CD-Single
1. Car Wash - 3:51
2. Avant - Can't Wait - 3:45

CD-Maxi
1. Car Wash - 3:51
2. Avant - Can't Wait - 3:45
3. Fan_3 - Digits - 3:39

## Classifiche
| Classifica (2004) | Posizione più alta |
| ----------------- | ------------------ |
| Australia         | 2                  |
| Austria           | 11                 |
| Belgio            | 2                  |
| Danimarca         | 5                  |
| Finlandia         | 9                  |
| Irlanda           | 5                  |
| Norvegia          | 13                 |
| Nuova Zelanda     | 2                  |
| Paesi Bassi       | 3                  |
| Regno Unito       | 4                  |
| Svezia            | 7                  |
| Svizzera          | 5                  |
| Billboard Hot 100 | 63                 |

### Classifiche di fine anno
| Classifica (2004) | Posizione più alta |
| ----------------- | ------------------ |
| Australia         | 48                 |
| Paesi Bassi       | 62                 |
| Regno Unito       | 48                 |
| Svizzera          | 48                 |
| Classifica (2005) | Posizione più alta |
| Svizzera          | 73                 |